# Chronozone
Een chronozone is het chronostratigrafisch equivalent van een geochronologische chron. Een chronozone is een onderverdeling van een etage en is zelf niet onderverdeeld. Het is dus het laagste hiërarchische niveau uit de chronostratigafische eenheden (maar zie onder).
In bepaalde gevallen is het noodzakelijk om tussen chronozone en etage over aanvullende eenheden te beschikken. Deze eenheden worden dan respectievelijk super-chronozone en sub-etage genoemd. In zeer uitzonderlijke gevallen wordt een lager niveau dan chronozone onderscheiden: sub-chronozone. Sub- en super- eenheden zijn geen onderverdelingen van de aangeduide eenheid, zij worden als gelijkwaardig in de hiërarchie van chronostratigrafische eenheden ingepast.